# サンショウウオ
サンショウウオ（山椒魚、鯢、䱱魚)とは、両生綱・有尾目（またはサンショウウオ目）サンショウウオ上科に属する動物の総称である。古くは椒魚（はじかみいお）と呼ばれた。日本、中国、台湾、アメリカなどに生息している。

## 呼び名
山椒魚（サンショウウオ）の名は、体にサンショウに似た香りのある種がいることによる。
かつては食用として捕まえたサンショウウオを縦に裂いて、片半分を川に放流すると自然にもう片半分が再生して元のサンショウウオに戻るという伝説から「はんざき」（あるいははんさき、半裂）とも呼ばれていた。
英語の「サラマンダー (salamander) 」は、イモリの仲間も含めた概念であり両者はあまり区別されず、一般に、陸棲であればサラマンダー、水棲であればニュート (newt) と呼び分けられる。
パラケルススの『妖精の書』および現代のファンタジー作品で見られる精霊、火トカゲとしての「サラマンダー」は、ある種のイモリの特徴である鮮やかな赤色の腹面から、または倒木などの薪の中に潜り込んだ個体が火にくべられた時に這い出てくる様子が火の中から生まれ出ているように見えたことに由来すると言われる。

## 特徴
一般に名前が知られているのは全長50cm〜150cmと世界最大の両生類の一つであるオオサンショウウオだが、他の種類は20cm以下と小型である。日本産のサンショウウオでオオサンショウウオの次に大きいのは、体長20cmほどになるオオダイガハラサンショウウオである。
他の両生類と同じように、皮膚には鱗がなく粘膜に覆われる。呼吸の大半を皮膚呼吸に頼っていて、皮膚が湿っていないと生存できない。渓流に生息するハコネサンショウウオは肺を持っていない。また、両生類は一般的に前足に4本、後足に5本の指を持つがキタサンショウウオ属のキタサンショウウオは後肢の指を4本しか持たない。
春になると水辺に集まって産卵行動をする種類が多い。アベサンショウウオなどは12月ぐらいから雪の上を歩いて繁殖場に移動する場合もある。イモリなどのイモリ亜目はメスが体内に精子を取り込み産卵時に受精させる体内受精を行うが、サンショウウオ亜目は産卵後にオスが放精する体外受精によって受精する。産卵場所は種類によって異なり、流れのない止水に産卵するものと、渓流の流れの弱い場所や伏流水中に産卵するものに大別できる。オオサンショウウオは数珠状につながった寒天質に包まれた多数の卵を産むが、他の小型のサンショウウオの卵は数cm〜10cm程度のバナナ状やコイル状の寒天質のさやに包んで産み、1つのさやにつき数個〜数十個の卵が入っている。
孵化した幼生にはアホロートルのような外鰓（がいさい）があるが、外見は種類によって異なる。
- 止水で育つ種類の幼生は体の断面が丸く、足に爪がない。外鰓と別に「バランサー」という突起を持つ。
- 流水で育つ種類の幼生は体の断面が上下に平たく、足に爪がある。バランサーはない。

幼生は水中で小動物を食べて成長するが、口に入る動物なら何でも食べるため、共食いすることもある。孵化した当初は足も生えていないが、しばらくすると足が生え外鰓が消えて変態して幼体となり成体となる。
オオサンショウウオは繁殖期に川を遡上するとき以外はほとんど水中から出ることはないが、他の種類は陸上生活を送ることが多く、森林の落ち葉の下、モグラやネズミが掘った穴の中、川近くの石の下などに生息する。繁殖期以外はあまり人の目にはふれることはない。

## 文化
- 『山椒魚』 - 井伏鱒二の短編小説。
- 『山椒魚戦争』 - カレル・チャペックの長編小説。

## 利用
江戸時代初期、1643年（寛永20年）頃の『料理物語』にも食材としてサンショウウオの項があり、オオサンショウウオも含めて食料として用いられていた。実際に食した北大路魯山人によると、肉は硬いが長時間煮込む事でやわらかくなり、味はスッポンの肉の臭みを除いたようなもので非常に美味であるとしている。
現在も、串焼きにする例があり、中国ではチュウゴクオオサンショウウオがスープなどの食材とされている。
長野県秋山郷地域では、サンショウウオを障子に貼り付け、乾燥させ、黒焼きにして飲むと疳の虫が治るという迷信がある。また、長野県阿智村と喬木村地域には、サンショウウオを黒焼にして夜尿症治療に、また、サンショウウオを酒に漬け込み、扁桃腺の湿布薬とする迷信が残っていた。

## おもな日本産種
日本には49種類が棲息する。乾燥に弱く、動きも遅い動物で、他の地方の個体との交雑が起こりにくい。そのため地方ごとに独自の種類が分布している。開発などで種の存在が脅かされやすく、絶滅が危惧されている種類や地域個体群も多い。

### サンショウウオ科　Hynobiidae
- サンショウウオ属 Hynobius
  - アベサンショウウオ Hynobius abei
  - イシヅチサンショウウオ Hynobius hirosei
  - エゾサンショウウオ Hynobius retardatus
  - オオイタサンショウウオ Hynobius dunni
  - オオダイガハラサンショウウオ Hynobius boulengeri　奈良県、三重県で天然記念物指定
  - オキサンショウウオ Hynobius okiensis
  - カスミサンショウウオ Hynobius nebulosus
    - （オワリサンショウウオ） かつてトウキョウサンショウウオ Hynobius tokyoensisの名古屋周辺個体群をそう呼んで別種扱いしたことがあるが、近年カスミサンショウウオ Hynobius nebulosus と分かった。

  - クロサンショウウオ Hynobius nigrescens
  - ツシマサンショウウオ Hynobius tsuensis
  - トウキョウサンショウウオ Hynobius tokyoensis
  - トウホクサンショウウオ Hynobius lichenatus
  - ハクバサンショウウオ Hynobius hidamontanus　長野県白馬村で天然記念物指定
    - （ヤマサンショウウオ） Hynobius tenuis 最新の研究によりハクバサンショウウオに含まれることが分かった。

  - ヒダサンショウウオ Hynobius kimurae
  - ブチサンショウウオ Hynobius naevius
  - チクシブチサンショウウオ Hynobius oyamai
  - コガタブチサンショウウオ Hynobius yatsui
  - ベッコウサンショウウオ Hynobius stejnegeri　熊本県で天然記念物指定。
  - ホクリクサンショウウオ Hynobius takedai
- キタサンショウウオ属 Salamandrella
  - キタサンショウウオ Salamandrella keyserlingii
- ハコネサンショウウオ属 Onychodactylus
  - ハコネサンショウウオ Onychodactylus japonicus

### オオサンショウウオ科 Cryptobranchidae
- オオサンショウウオ属 Andrias
  - オオサンショウウオ Andrias japonicus　特別天然記念物指定で採集・飼育禁止。ワシントン条約附属書I指定で国際取引も禁止。